# ناعومي راسيل
ناعومي راسيل (بالإنجليزية: Naomi Russell) هي لاعبة جمباز فني أسترالية، ولدت في 8 يونيو 1990 في بريزبان في أستراليا.

## روابط خارجية
- ناعومي راسيل على موقع الاتحاد الدولي للجمباز (biography) (الإنجليزية)
- ناعومي راسيل على موقع اتحاد ألعاب الكومنولث (مؤرشف) (الإنجليزية)
- ناعومي راسيل على موقع دورة ألعاب الكومنولث 2006 (مؤرشف) (الإنجليزية)